# Avalanche no Glaciar de Siachen de 2012
A Avalancha no Glaciar de Siachen em 2012 foi um acidente causado por avalancha ocorrido no dia 7 de Abril de 2012 e que atingiu uma base militar paquistanesa, prendendo e causando a morte de pelo menos 135 soldados e empreiteiros civis sob a neve.

## Histórico
O Glaciar de Siachen localiza-se a leste da cordilheira do Caracórum, nas Montanhas do Himalaia e tem sido o local de conflito intermitente entre a Índia e o Paquistão por várias décadas. Para garantir a posse do território ambos países mantém bases militares na região.

## Avalancha
Por volta das 06 horas, horário do Paquistão (UTC+5) de 7 de abril de 2012, uma avalancha atingiu a sede militar paquistanesa em Gayari perto da disputada geleira Siachen. Localizado em um vale entre dois picos de 4.572 metros (15.000 pés) acima do nível do mar, a base de Gayari é uma das bases mais importantes paquistanesas na área. É um centro de abastecimento vital para as tropas e material passando para bases mais remotas e não está longe de um hospital militar. No momento da avalancha, a base estava ocupada por soldados do 6º Batalhão de Infantaria Ligeira do Norte, uma unidade treinada para operações de montanha. Avalanchas são incomuns na área de Gayari e devido isto o complexo abrigava muitos soldados mais do que outras bases em Siachen.

## Resgate
Uma operação de resgate foi rapidamente lançada pelo exército paquistanês. Mais de 150 soldados, usando helicópteros, cães de resgate e máquinas pesadas por via aérea da guarnição principal Rawalpindi começou a procurar pelos soldados desaparecidos e empreiteiros na área, com uma equipe de médicos e paramédicos a postos. Relatórios locais inicialmente indicam que a operação tinha recuperado pelo menos 12 corpos até ao final do primeiro dia.